# イリヤ・バビッチ
イリヤ・バビッチ（セルビア語: Илија Бабић, ラテン文字転写: Ilija Babić、2002年8月3日 - ）は、セルビアとボスニア・ヘルツェゴビナのサッカー選手。ポジションはフォワード。

## 経歴

### レッドスター・ベオグラード
2022年7月5日、ニコラ・クネジェヴィッチと共にレッドスター・ベオグラードとの契約を2026年まで延長し、自身はFKムラドスト・ノヴィ・サドにレンタル移籍した。